# Scorpaenodes quadrispinosus
Scorpaenodes quadrispinosus is een  straalvinnige vissensoort uit de familie van schorpioenvissen (Scorpaenidae). De wetenschappelijke naam van de soort is voor het eerst geldig gepubliceerd in 2002 door Greenfield & Matsuura.
De soort staat op de Rode Lijst van de IUCN als niet bedreigd, beoordelingsjaar 2009.